# Terminale en niet-terminale symbolen
In de informatica en taalkunde worden terminale en niet-terminale symbolen gebruikt in de productieregels van een formele grammatica. De terminale symbolen vormen de symbolen in de strings die gegenereerd worden door de grammatica. De niet-terminale symbolen worden gebruikt om strings te vervangen door andere strings die bestaan uit terminale of niet-terminale symbolen. Zinnen in een formele taal worden gegenereerd door productieregels toe te passen op niet-terminale symbolen totdat de geproduceerde string geen niet-terminale symbolen meer bevat.

## Voorbeelden

### Voorbeeld 1
Stel we hebben een alfabet met de letters {\displaystyle a}, {\displaystyle b} en {\displaystyle c}, het startsymbool {\displaystyle S} en de volgende productieregels:
1. {\displaystyle S\rightarrow aSb}
2. {\displaystyle S\rightarrow bA}
3. {\displaystyle A\rightarrow ba}
4. {\displaystyle A\rightarrow c}

In deze grammatica zijn {\displaystyle S} en {\displaystyle A} de niet-terminale symbolen en {\displaystyle a}, {\displaystyle b} en {\displaystyle c} de terminale symbolen.

### Voorbeeld 2
Een ander voorbeeld, genoteerd in EBNF:
1. Integer {\displaystyle \rightarrow } (-)? Digit+
2. Digit {\displaystyle \rightarrow } 0 | 1 | 2 | 3 | 4 | 5 | 6 | 7 | 8 | 9

In deze grammatica zijn {\displaystyle \{-,0,1,2,3,4,5,6,7,8,9\}} de terminale symbolen en {\displaystyle \{{\mathit {Integer}},{\mathit {Digit}}\}} de niet-terminale symbolen.